# Дистель-Атбарян, Галит
Галит Дистель-Атбарян (ивр. גַּלִּית דִּיסְטֶל־אַטְבַּרְיָאן‎, род. 10 января 1971, Иерусалим) — израильская писательница и политик. Депутат Кнессета от партии «Ликуд» и министр информации (2022 — 12 октября 2023).

## Биография
Дистель-Атбарян родилась в Иерусалиме в семье иранских еврейских иммигрантов и служила в израильских ВВС. Она имеет степень магистра философии Еврейского университета и владела магазином одежды под названием «Моя сестра» в промышленной зоне Модиин-Шилат.
Она опубликовала свой первый роман «И если бы они рассказали вам» в 2009 году, а второй — «Павлин на лестничной клетке» — в 2014 году, за который она была номинирована на премию Сапира в 2015 году. Впоследствии она стала правым политическим обозревателем, известна своими откровенными и противоречивыми взглядами и поддержкой премьер-министра Биньямина Нетаньяху.
Дистель-Атбарян была выбрана Нетаньяху на десятое место в списке Ликуда на выборах 2021 года и была избрана в Кнессет, поскольку Ликуд получил тридцать мест. В преддверии выборов 2022 года ей дали двадцатое место.
В августе 2021 года Дистель-Атбарян поделилась в Твиттере видео, в котором ложно предполагалось, что президент США Джо Байден заснул во время встречи с премьер-министром Израиля Нафтали Беннетом, в результате чего её твит был помечен предупреждением Твиттера о «манипуляциях со СМИ».
В мае 2022 года Галит Дистель-Атбарян заявила в интервью, что «нет такого понятия, как аутизм», и поделилась, как она «лечила» своего сына-аутиста, отказывая ему в еде и воде, пока он не заговорил. Комментарии подняли переполох и вызвали широкую критику со стороны аутичных людей и их семей.
12 октября 2023 года ушла в отставку с поста министра информации Израиля.
Она живёт в поселении Кфар-ха-Ораним и имеет двоих детей.